# Lotto Belisol Team/Saison 2012
Dieser Artikel listet Erfolge und Fahrer des Lotto Belisol Teams in der Saison 2012 auf.

## Erfolge in der UCI World Tour
| Datum      | Rennen                    | Sieger          |
| ---------- | ------------------------- | --------------- |
| 17. Januar | 1. Etappe Tour Down Under | André Greipel   |
| 19. Januar | 3. Etappe Tour Down Under | André Greipel   |
| 22. Januar | 6. Etappe Tour Down Under | André Greipel   |
| 7. März    | 4. Etappe Paris–Nizza     | Gianni Meersman |
| 17. Mai    | 12. Etappe Giro d’Italia  | Lars Bak        |
| 4. Juli    | 4. Etappe Tour de France  | André Greipel   |
| 5. Juli    | 5. Etappe Tour de France  | André Greipel   |
| 14. Juli   | 13. Etappe Tour de France | André Greipel   |

## Erfolge in der UCI Asia Tour
| Datum       | Rennen                 | Kat. | Sieger        |
| ----------- | ---------------------- | ---- | ------------- |
| 14. Februar | 1. Etappe Tour of Oman | 2.HC | André Greipel |
| 17. Februar | 4. Etappe Tour of Oman | 2.HC | André Greipel |

## Erfolge in der UCI Europe Tour
| Datum             | Rennen                                        | Kat. | Sieger           |
| ----------------- | --------------------------------------------- | ---- | ---------------- |
| 15. Februar       | 1. Etappe Volta ao Algarve                    | 2.1  | Gianni Meersman  |
| 5. April          | Grand Prix Pino Cerami                        | 1.1  | Gaëtan Bille     |
| 23. April         | 2. Etappe Presidential Cycling Tour of Turkey | 2.HC | André Greipel    |
| 23. Mai           | 1. Etappe Ronde van België                    | 2.HC | André Greipel    |
| 24. Mai           | 2. Etappe Ronde van België                    | 2.HC | André Greipel    |
| 25. Mai           | 3. Etappe Ronde van België                    | 2.HC | André Greipel    |
| 30. Mai           | 1. Etappe Tour de Luxembourg                  | 2.HC | André Greipel    |
| 1. Juni           | 2. Etappe Tour de Luxembourg                  | 2.HC | André Greipel    |
| 3. Juni           | 4. Etappe Tour de Luxembourg                  | 2.HC | Jürgen Roelandts |
| 10. Juni          | ProRace Berlin                                | 1.1  | André Greipel    |
| 15. Juni          | 2. Etappe Ster ZLM Toer                       | 2.1  | André Greipel    |
| 22. August        | 1. Etappe Post Danmark Rundt                  | 2.HC | André Greipel    |
| 23. August        | 2. Etappe Post Danmark Rundt                  | 2.HC | André Greipel    |
| 9. September      | Grand Prix de Fourmies                        | 1.HC | Lars Bak         |
| 16. September     | Grote Prijs Impanis-Van Petegem               | 1.1  | André Greipel    |
| 27. September     | 1. Etappe Circuit Franco-Belge                | 2.1  | Jürgen Roelandts |
| 27.–30. September | Gesamtwertung Circuit Franco-Belge            | 2.1  | Jürgen Roelandts |

## Mannschaft
| Name                     | Geburtstag         | Nationalität | Team 2011                          |
| ------------------------ | ------------------ | ------------ | ---------------------------------- |
| Lars Bak                 | 16. Januar 1980    | Dänemark     | HTC-Highroad                       |
| Gaëtan Bille             | 6. April 1988      | Belgien      | Wallonie Bruxelles-Crédit Agricole |
| Brian Bulgaç             | 7. April 1988      | Niederlande  | Omega Pharma-Lotto-Davo            |
| Sander Cordeel           | 7. November 1987   | Belgien      | Colba-Mercury                      |
| Bart De Clercq           | 26. August 1986    | Belgien      | Omega Pharma-Lotto                 |
| Francis De Greef         | 2. Februar 1985    | Belgien      | Omega Pharma-Lotto                 |
| Kenny Dehaes             | 10. November 1984  | Belgien      | Omega Pharma-Lotto                 |
| Jens Debusschere         | 28. August 1989    | Belgien      | Omega Pharma-Lotto                 |
| Gert Dockx               | 4. Juli 1988       | Belgien      | Omega Pharma-Lotto                 |
| André Greipel            | 16. Juli 1982      | Deutschland  | Omega Pharma-Lotto                 |
| Adam Hansen              | 11. Mai 1981       | Australien   | Omega Pharma-Lotto                 |
| Greg Henderson           | 10. September 1976 | Neuseeland   | Sky ProCycling                     |
| Olivier Kaisen           | 30. April 1983     | Belgien      | Omega Pharma-Lotto                 |
| Joost van Leijen         | 20. Juli 1984      | Niederlande  | Vacansoleil-DCM                    |
| Gianni Meersman          | 5. Dezember 1985   | Belgien      | FDJ                                |
| Maarten Neyens           | 1. März 1985       | Belgien      | Omega Pharma-Lotto                 |
| Vicente Reynés           | 30. Juli 1981      | Spanien      | Omega Pharma-Lotto                 |
| Frédérique Robert        | 25. Januar 1989    | Belgien      | Quickstep Cycling Team             |
| Jürgen Roelandts         | 2. Juli 1985       | Belgien      | Omega Pharma-Lotto                 |
| Marcel Sieberg           | 30. April 1982     | Deutschland  | Omega Pharma-Lotto                 |
| Mahdi Sohrabi            | 12. Oktober 1981   | Iran         | Tabriz Petrochemical Team          |
| Jurgen Van De Walle      | 9. Februar 1977    | Belgien      | Omega Pharma-Lotto                 |
| Jurgen Van Den Broeck    | 1. Februar 1983    | Belgien      | Omega Pharma-Lotto                 |
| Tosh Van Der Sande       | 28. November 1990  | Belgien      | Neoprofi                           |
| Dennis Vanendert         | 27. Juni 1988      | Belgien      | Neoprofi                           |
| Jelle Vanendert          | 19. Februar 1985   | Belgien      | Omega Pharma-Lotto                 |
| Jonas Vangenechten       | 16. September 1986 | Belgien      | Wallonie Bruxelles-Crédit Agricole |
| Tim Wellens (ab 1. Juli) | 10. Mai 1991       | Belgien      | Neoprofi                           |
| Frederik Willems         | 8. September 1979  | Belgien      | Omega Pharma-Lotto                 |
| Stagiaires               | Stagiaires         | Nationalität | Nationalität                       |
| Thomas Sprengers         | Thomas Sprengers   | Belgien      | Belgien                            |
| Wouter Wippert           | Wouter Wippert     | Niederlande  | Niederlande                        |